# Keelwam

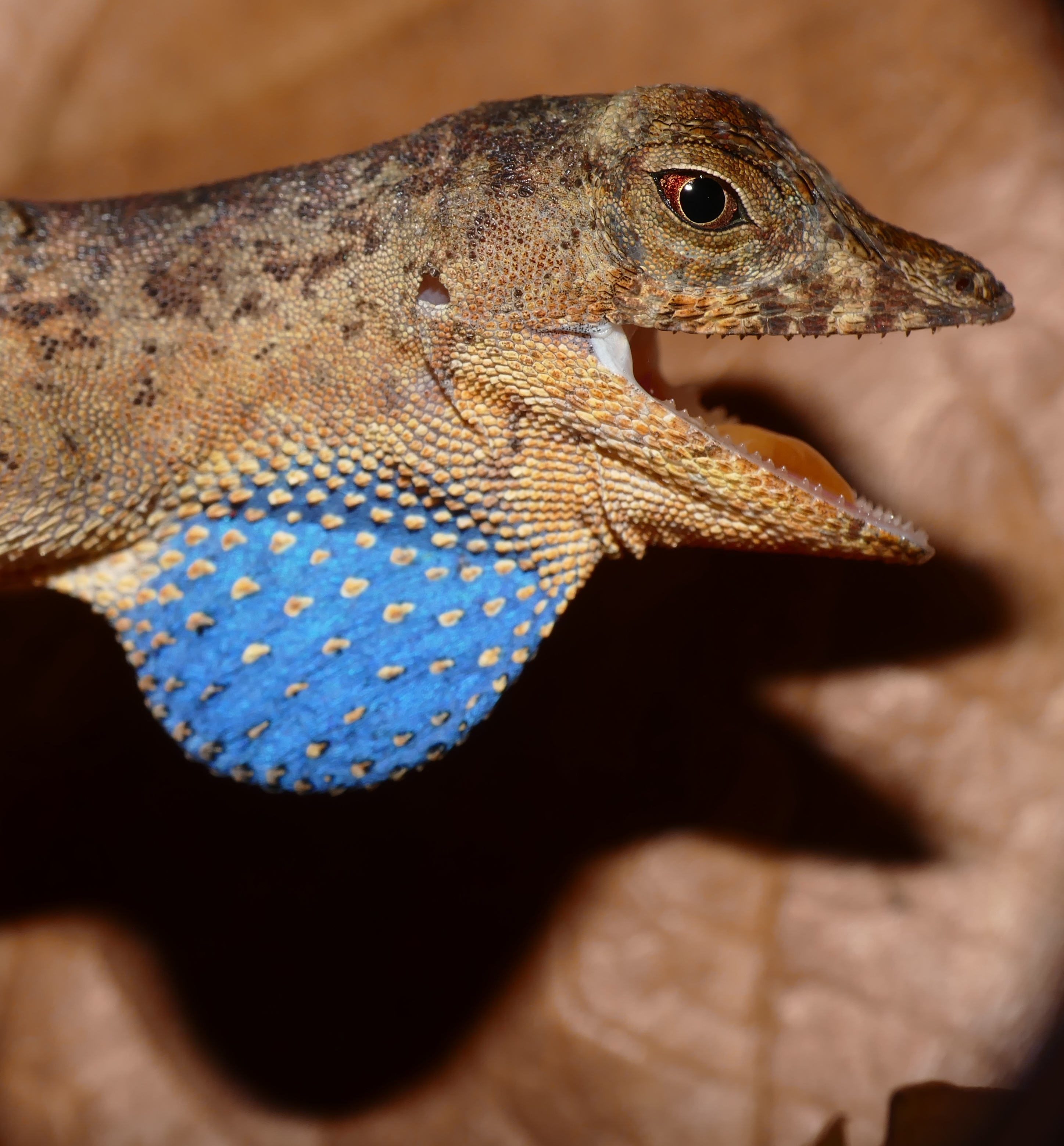
Een mannetje van de soort Anolis chrysolepis gebruikt zijn keelwam, die blauw van kleur is.

Een keelwam of keelvlag is een beweeglijke huidflap aan de keel van een aantal soorten hagedissen die behoren tot de familie anolissen. Ze kunnen hun keelwam in- en uitklappen, wat 'vlaggen' of 'flashen' wordt genoemd. Deze aanpassing dient om te communiceren met soortgenoten en is vergelijkbaar met het kopknikken en het zwaaien met de poten zoals bekend is van veel soorten agamen. 
De bewegingen van de keelwam dienen om concurrenten af te schrikken maar ook om vrouwtjes het hof te maken in de paartijd. 
Sommige dieren, zoals een aantal vogels maar ook verschillende kameleons, kunnen hun keel als een ballon opzetten, dit staat bekend als een keelzak. Een onbeweeglijke huidflap aan de keel wordt een keelflap genoemd.